# Cedar Point (Kansas)
Cedar Point és una població dels Estats Units a l'estat de Kansas. Segons el cens del 2000 tenia 53 habitants.

## Demografia
Segons el cens del 2000, Cedar Point tenia 53 habitants, 22 habitatges, i 13 famílies. La densitat de població era de 292,3 habitants per km².
Dels 22 habitatges en un 13,6% hi vivien nens de menys de 18 anys, en un 50% hi vivien parelles casades, en un 13,6% dones solteres, i en un 36,4% no eren unitats familiars. En el 31,8% dels habitatges hi vivien persones soles el 13,6% de les quals corresponia a persones de 65 anys o més que vivien soles. El nombre mitjà de persones vivint en cada habitatge era de 2,41 i el nombre mitjà de persones que vivien en cada família era de 3.
Per edats la població es repartia de la següent manera: un 22,6% tenia menys de 18 anys, un 17% entre 18 i 24, un 18,9% entre 25 i 44, un 24,5% de 45 a 60 i un 17% 65 anys o més.
L'edat mediana era de 38 anys. Per cada 100 dones de 18 o més anys hi havia 95,2 homes.
La renda mediana per habitatge era de 28.750 $ i la renda mediana per família de 36.250 $. Els homes tenien una renda mediana de 40.000 $ mentre que les dones 42.500 $. La renda per capita de la població era de 16.102 $. Cap de les famílies i el 3,6% de la població estaven per davall del llindar de pobresa.

## Poblacions més properes
El següent diagrama mostra les poblacions més properes.